# 73
Il 73 (LXXIII in numeri romani) è un anno  del I secolo.

## Eventi

### Impero romano
- Lucio Flavio Silva guida la Legio X Fretensis nell'assedio della roccaforte di Masada, ultimo rifugio dei ribelli Ebrei (della fazione dei Sicarii) dopo la caduta di Gerusalemme nel 70. L'esercito romano circonda la fortezza (che si trova in cima ad un costone di roccia alto 400 metri) con un "muro di circonvallazione" lungo 7 miglia, mentre sulla parete occidentale costruisce una rampa di pietra e terra battuta per raggiungere l'obiettivo. Entrati nella cittadella fortificata, le truppe romane scoprono che i 960 ebrei al suo interno (guidati da Eleazar ben Ya'ir) si sono suicidati in massa. Con la conquista di Masada termina la rivolta degli ebrei e Silva viene nominato governatore della provincia di Giudea.
- Vespasiano comincia la conquista dei territori ad est dell'alto Reno e a sud del Meno, mentre riorganizza le strutture difensive dell'alto e basso Danubio.

### Asia
- Febbraio - L'impero cinese lancia una grande campagna militare contro la popolazione nomade degli Xiongnu. I due eserciti si confrontano nella battaglia di Yiwulu, nei pressi delle oasi di Kumul, dove il generale cinese Dou Gu porta alla vittoria l'esercito imperiale.
- L'esploratore e generale cinese Ban Chao impone il protettorato dell'impero sui regni di Lop Nur e di Hotan (nel bacino del Tarim): lo scopo è quello di tenere sotto controllo l'importantissima via della seta.

## Morti
- Lazzaro figlio di Giairo, condottiero ebreo antico

## Calendario
| Calendario 73 | Calendario 73 | Calendario 73 | Calendario 73 | Calendario 73 | Calendario 73 | Calendario 73 | Calendario 73 | Calendario 73 | Calendario 73 | Calendario 73 | Calendario 73 | Calendario 73 | Calendario 73 | Calendario 73 | Calendario 73 | Calendario 73 | Calendario 73 | Calendario 73 | Calendario 73 | Calendario 73 | Calendario 73 | Calendario 73 | Calendario 73 | Calendario 73 | Calendario 73 | Calendario 73 | Calendario 73 | Calendario 73 | Calendario 73 | Calendario 73 | Calendario 73 | Calendario 73 |
| ------------- | ------------- | ------------- | ------------- | ------------- | ------------- | ------------- | ------------- | ------------- | ------------- | ------------- | ------------- | ------------- | ------------- | ------------- | ------------- | ------------- | ------------- | ------------- | ------------- | ------------- | ------------- | ------------- | ------------- | ------------- | ------------- | ------------- | ------------- | ------------- | ------------- | ------------- | ------------- | ------------- |
|               | 1             | 2             | 3             | 4             | 5             | 6             | 7             | 8             | 9             | 10            | 11            | 12            | 13            | 14            | 15            | 16            | 17            | 18            | 19            | 20            | 21            | 22            | 23            | 24            | 25            | 26            | 27            | 28            | 29            | 30            | 31            |               |
| Gennaio       | Ve            | Sa            | Do            | Lu            | Ma            | Me            | Gi            | Ve            | Sa            | Do            | Lu            | Ma            | Me            | Gi            | Ve            | Sa            | Do            | Lu            | Ma            | Me            | Gi            | Ve            | Sa            | Do            | Lu            | Ma            | Me            | Gi            | Ve            | Sa            | Do            |               |
| Febbraio      | Lu            | Ma            | Me            | Gi            | Ve            | Sa            | Do            | Lu            | Ma            | Me            | Gi            | Ve            | Sa            | Do            | Lu            | Ma            | Me            | Gi            | Ve            | Sa            | Do            | Lu            | Ma            | Me            | Gi            | Ve            | Sa            | Do            |               |               |               |               |
| Marzo         | Lu            | Ma            | Me            | Gi            | Ve            | Sa            | Do            | Lu            | Ma            | Me            | Gi            | Ve            | Sa            | Do            | Lu            | Ma            | Me            | Gi            | Ve            | Sa            | Do            | Lu            | Ma            | Me            | Gi            | Ve            | Sa            | Do            | Lu            | Ma            | Me            |               |
| Aprile        | Gi            | Ve            | Sa            | Do            | Lu            | Ma            | Me            | Gi            | Ve            | Sa            | Do            | Lu            | Ma            | Me            | Gi            | Ve            | Sa            | Do            | Lu            | Ma            | Me            | Gi            | Ve            | Sa            | Do            | Lu            | Ma            | Me            | Gi            | Ve            |               |               |
| Maggio        | Sa            | Do            | Lu            | Ma            | Me            | Gi            | Ve            | Sa            | Do            | Lu            | Ma            | Me            | Gi            | Ve            | Sa            | Do            | Lu            | Ma            | Me            | Gi            | Ve            | Sa            | Do            | Lu            | Ma            | Me            | Gi            | Ve            | Sa            | Do            | Lu            |               |
| Giugno        | Ma            | Me            | Gi            | Ve            | Sa            | Do            | Lu            | Ma            | Me            | Gi            | Ve            | Sa            | Do            | Lu            | Ma            | Me            | Gi            | Ve            | Sa            | Do            | Lu            | Ma            | Me            | Gi            | Ve            | Sa            | Do            | Lu            | Ma            | Me            |               |               |
| Luglio        | Gi            | Ve            | Sa            | Do            | Lu            | Ma            | Me            | Gi            | Ve            | Sa            | Do            | Lu            | Ma            | Me            | Gi            | Ve            | Sa            | Do            | Lu            | Ma            | Me            | Gi            | Ve            | Sa            | Do            | Lu            | Ma            | Me            | Gi            | Ve            | Sa            |               |
| Agosto        | Do            | Lu            | Ma            | Me            | Gi            | Ve            | Sa            | Do            | Lu            | Ma            | Me            | Gi            | Ve            | Sa            | Do            | Lu            | Ma            | Me            | Gi            | Ve            | Sa            | Do            | Lu            | Ma            | Me            | Gi            | Ve            | Sa            | Do            | Lu            | Ma            |               |
| Settembre     | Me            | Gi            | Ve            | Sa            | Do            | Lu            | Ma            | Me            | Gi            | Ve            | Sa            | Do            | Lu            | Ma            | Me            | Gi            | Ve            | Sa            | Do            | Lu            | Ma            | Me            | Gi            | Ve            | Sa            | Do            | Lu            | Ma            | Me            | Gi            |               |               |
| Ottobre       | Ve            | Sa            | Do            | Lu            | Ma            | Me            | Gi            | Ve            | Sa            | Do            | Lu            | Ma            | Me            | Gi            | Ve            | Sa            | Do            | Lu            | Ma            | Me            | Gi            | Ve            | Sa            | Do            | Lu            | Ma            | Me            | Gi            | Ve            | Sa            | Do            |               |
| Novembre      | Lu            | Ma            | Me            | Gi            | Ve            | Sa            | Do            | Lu            | Ma            | Me            | Gi            | Ve            | Sa            | Do            | Lu            | Ma            | Me            | Gi            | Ve            | Sa            | Do            | Lu            | Ma            | Me            | Gi            | Ve            | Sa            | Do            | Lu            | Ma            |               |               |
| Dicembre      | Me            | Gi            | Ve            | Sa            | Do            | Lu            | Ma            | Me            | Gi            | Ve            | Sa            | Do            | Lu            | Ma            | Me            | Gi            | Ve            | Sa            | Do            | Lu            | Ma            | Me            | Gi            | Ve            | Sa            | Do            | Lu            | Ma            | Me            | Gi            | Ve            |               |